# Gamatavus
Gamatavus antiquus es la única especie conocida de dinosaurio silesáurido del Triásico Medio, que vivió en lo que hoy es Brasil. Gamatavus representa uno de los silesáuridos más antiguos conocidos de América del Sur, junto con el aproximadamente coetáneo Gondwanax.

## Paleoecología
El holotipo fue encontrado en la zona de ensamblaje de Dinodontosaurus de la Formación Santa María. Vivió con dicinodontos, cinognatos, probainognatios, rincosaurios, afanosaurios, pseudosuquios y procolofonoideos. Su hábitat se caracterizaba por una vegetación esclerófila, con largos períodos de sequía y bajas precipitaciones.

## Descubrimiento
El holotipo fue descubierto en la Zona de Ensamblaje de Dinodontosaurus de la Formación Santa Maria, fechado en las etapas Ladiniense - Carniense tempranas del Triásico Medio. En 2022, Pretto et al. describieron a Gamatavus antiquus como un nuevo género y especie de silesáurido basándose en estos restos.

## Etimología
El nombre "Gamatavus", combina una referencia a la localidad tipo con la palabra latina "atavus", que significa "bisabuelo". La especie "antiquus", deriva de palabra latina que significa "antiguo".